# 오타 자렘바
오타 자렘바(체코어: Ota Zaremba, 1957년 4월 22일 ~)는 체코의 역도 선수이다. 그는 1980년 모스크바 하계 올림픽 퍼스트헤비급 부문에서 금메달을 획득했다.
선수생활을 마감한후, 자렘바는 스포츠 관계자와 코치의 응답으로 자신의 선수 경력을 통해 도핑을 사용한 것을 인정했다. 그의 명령은 냉전의 공산주의 진영에서 많은 선수가 도핑을 사용하는 것을 확인했다.